# Рештська угода
Рештська угода — союзний договір між Росією й Іраном про спільні воєнні дії проти Османської імперії, підписаний 21 січня (1 лютого) 1732 в місті Решт.

## Умови договору
Згідно з угодою, Іран отримує від Росії прикаспійські провінції Астрабад, Гілян і Мазендеран, передані Росії по російсько-перському договору 1723 року (підписаний внаслідок Перського походу Петра I).
Згідно з угодою Росія отримує право безмитної торгівлі з Іраном.
Договір зберігав силу до укладення Гянджинського трактату в 1735.